# Bèlaia Rus
Bèlaia Rus (en belarús: Белая Русь, traduït com a Rússia Blanca) és un partit polític belarús que es va fundar inicialment com a associació pública per donar suport al president Alexander Lukaixenko.

## Història
El 17 de novembre de 2007 es va celebrar el Congrés fundacional de l'associació, establint les seves bases. Uns 470 delegats i convidats de totes les regions del país i de la ciutat de Minsk van participar al Congrés fundacional, escollint el seu president, així com el Consell republicà, que incloïa 85 persones, personatges polítics i públics coneguts. El 12 de desembre va ser registrada oficialment com a Associació Pública Republicana “Rússia Blanca”.
L'any següent van celebrar el seu Primer Congrés, en el qual van participar 380 delegats representant més de 82.000 membres. En aquest, es va aprovar un Programa d'Unificació, ja que en la pràctica l'entitat es va originar per la fusió d'associacions regionals, i l'elecció addicional de membres al Consell Republicà.
Ja a l'agost de 2011 el president del Consell, Anatoli Rubinov, va declarar que "la qüestió de transformar l'associació pública "Bèlaia Rus" en un partit polític ha madurat des de dins". Però no va ser fins més de deu anys després que el procés va culminar efectivament amb la creació del seu partit. El Congrés fundacional es va celebrar a la Sala de Concerts de Minsk el 18 de març de 2023, adoptant el seu programa. Per decisió unànime, el partit va ser encapçalat pel mateix cap que l'organització pública antigament republicana, Oleg Alexandrovich Romanov.

## Resultats electorals
| Any  | Líder        | Resultats | Resultats | Resultats | Resultats | Resultats | Pos. | Govern  |
| Any  | Líder        | Vots      | %         | +/–       | Escons    | +/–       | Pos. | Govern  |
| ---- | ------------ | --------- | --------- | --------- | --------- | --------- | ---- | ------- |
| 2024 | Oleg Romanov | 2.343.664 | 46,40%    | Nou       | 51 / 110  | Nou       | 1r   | Majoria |